# Sunagawa
Sunagawa (jap. 砂川市, Sunagawa-shi) – miasto w Japonii, w prefekturze Hokkaido, w podprefekturze Sorachi. Miasto ma powierzchnię 78,68 km². W 2020 r. mieszkało w nim 16 486 osób, w 7 572 gospodarstwach domowych  (w 2010 r. 19 056 osób, w 8 393 gospodarstwach domowych) .
W 1958 r. Sunagawa-chō zostało przemianowane na Sunagawa-shi.